# Tiffany Young
Stephanie Young Hwang (nascida em 1 de agosto de 1989), mais conhecida por seu nome artístico Tiffany Young ou apenas Tiffany, é uma cantora, dançarina, modelo, atriz, compositora, produtora musical e apresentadora estadunidense com ascendência sul-coreana.
Nascida e criada na Califórnia, ela foi descoberta pela agência de entretenimento SM Entertainment aos quinze anos e posteriormente se mudou para a Coreia do Sul. Após dois anos de treinamento, Tiffany estreou como membro do grupo feminino Girls' Generation em agosto de 2007 que se tornou um dos grupos de k-pop mais conhecidos mundialmente.
Em 2016, Tiffany se estreou como solista com o lançamento de seu primeiro mini-álbum, I Just Wanna Dance. Embora continue sendo membro do Girls' Generation, ela deixou a SM Entertainment em outubro de 2017. Ela se juntou à Paradigm Talent Agency e assinou com a gravadora Transparent Arts antes do lançamento de seu álbum de 2019, Lips on Lips.
Atualmente, Tiffany tem focado sua carreira na atuação. Na televisão, atuou em dramas como Reborn Rich e Tio Samsik. Nos palcos, atuou na versão coreana do musical Chicago onde deu vida à icônica protagonista Roxie Hart. E em breve protagonizará o filme coreano-francês Niko.

## Primeiros anos
Tiffany nasceu sob o nome de Stephanie Young Hwang em 1 de agosto de 1989 em San Francisco, Califórnia. Sua família é composta por seu pai, uma irmã mais velha e um irmão mais velho. Sua mãe faleceu quando ela tinha doze anos de idade. Ela cresceu em Diamond Bar, Califórnia, e se inspirava pela artista BoA. Encorajada pelo irmão, aos 15 anos participou de um concurso de canto e foi descoberta por um representante local da SM Entertainment, fez o teste e foi aceita como trainee. Ela se mudou para a Coreia do Sul três semanas depois.
Tiffany frequentou a Korea Kent Foreign School e treinou na SM Entertainment por quase quatro anos. Ela estreou oficialmente como membro do grupo Girls' Generation em agosto de 2007. A cantora adotou o nome artístico de Tiffany, o nome que sua mãe queria inicialmente nomear no nascimento. Além do Girls' Generation, ela começou sua carreira solo principalmente gravando músicas para projetos paralelos e trilhas sonoras originais. Ao longo de sua carreira, ela também participou como apresentadora de vários programas de televisão.

## Carreira

### 2012-17: TTS e estreia solo
Em dezembro de 2011 a janeiro de 2012, Tiffany estreou como atriz musical através de um papel principal na adaptação coreana do musical, Fame. Ela interpretou uma personagem chamada Carmen Díaz, uma estudante de artes cênicas que tem a ambição de alcançar o sucesso. Em abril de 2012, um subgrupo de Girls' Generation chamado Girls' Generation-TTS foi formado com Tiffany e suas colegas Taeyeon e Seohyun. O seu EP de estreia, Twinkle, foi bem sucedido e tornou-se no oitavo álbum mais vendido do ano na Coreia do Sul. Em novembro de 2013, Tiffany participou como concorrente do reality show da SBS, Fashion King Korea, um programa em que celebridades sul-coreanas são associadas aos melhores designers do país para competir em desafios e missões de moda. a cantora foi emparelhada com um designer chamado Ji Il-geun e terminou o programa em terceiro lugar.
Durante o verão de 2015, Tiffany começou a trabalhar em um álbum solo, com a mentalidade de que era a "transição para o próximo capítulo de sua carreira musical". Ela começou a escrever música desde 2014, chamando-a de "destruição nervosa para colocar músicas escritas por ela mesma". Tiffany nomeou Taeyeon como "uma grande parte" que a ajudou durante o processo de preparação do álbum. As duas cantoras são conhecidas como melhores amigas desde a chegada da Tiffany na Coreia do Sul em 2004. O álbum, intitulado I Just Wanna Dance, foi lançado em maio de 2016, então Tiffany se tornou o segundo membro do Girls' Generation a fazer uma estreia solo. Seu álbum se reuniu com críticas mistas, mas geralmente favorável. Tamar Herman, da revista Billboard, chamou o álbum de "uma tela audível para pintar uma nova imagem para a Tiffany" e, quando elaborada, "mostra sua classificação como artista". Em junho de 2016, o single "Heartbreak Hotel", com Simon Dominic, foi lançado para a SM Station. Para acompanhar seus lançamentos solo, Tiffany realizou uma série de pequenos concertos intitulados "Weekend" durante o mesmo mês.
Usando suas contas de mídia social para interagir com os fãs, em agosto de 2016, enquanto Tiffany estava em um show do SMTown Live em Tóquio, ela postou algumas fotos que incluíam o uso da bandeira japonesa e da Bandeira do Sol Nascente, indicando seu paradeiro. Embora não houvesse evidência de más intenções, isso causou fortes críticas por parte do público coreano, já que o momento coincidia com o Dia da Liberação da Coreia, que provocou um sentimento histórico de feridas de guerra. Este evento fez com que ela deixasse Sister's Slam Dunk, um show de variedades do KBS2 em que ela participou na época. Tiffany lamentou por sua ação em duas desculpas manuscritas, reconhecendo sua falta de conhecimento da história. Após o polêmico erro, alguns falaram em defesa de Tiffany, enquanto outros questionaram a misoginia dentro da sociedade coreana, argumentando que eles podem ser "implacáveis" com uma artista feminina, enquanto um artista masculino não teria recebido o mesmo tratamento se o mesmo evento teria acontecido.
Em outubro de 2016, Tiffany apareceu no single "Don't Speak" do álbum Identity do Far East Movement. Em uma entrevista, o grupo de hip-hop disse que trabalhar com a Tiffany "realmente abriu seus olhos", comentando "quão versátil a Tiffany é como cantora".

### 2017-presente: Partida da SM Entertainment e carreira solo
Tiffany deixou a SM Entertainment em outubro de 2017 e suas atividades futuras com o Girls' Generation continuam em discussão.
Em 14 de março de 2018, Tiffany lançou um single digital "Remember Me", tema do filme Viva – A Vida é uma Festa da Pixar, sob o nome artístico de Tiffany Young. Em junho de 2018, foi anunciado que ela estrearia nos Estados Unidos sob a Paradigm Talent Agency, através de um single album intitulado "Over My Skin". Em setembro, foi anunciado que a Tiffany voltaria com um novo single intitulado "Teach You".
Tiffany colaborou com a H&M e foi escolhida como o rosto da campanha de outono 2018 da marca. Em outubro de 2018, Young se tornou a primeira artista feminina de K-pop a desfilar no tapete vermelho do American Music Awards. Ela lançou um single natalino, "Peppermint", em 30 de novembro de 2018.
Em 9 de janeiro de 2019, Tiffany anunciou seu próximo single, "Born Again", que seria lançado em 24 de janeiro como faixa principal de seu próximo EP, intitulado Lips on Lips; o single acabou sendo lançado no dia 25, com Fernando Garibay confirmado como produtor da canção. O videoclipe de "Born Again" foi lançado junto com o single no dia 25 de janeiro. A faixa-título do EP foi lançada como segundo single em 14 de fevereiro. Lips on Lips foi lançado em 22 de fevereiro e contou com colaborações de composição com artistas como Babyface.
Lips on Lips estreou em nono lugar na parada Heatseekers Albums da Billboard e em trigésimo na parada Independent Albums, com mil cópias baixadas e 380 mil streams de áudio sob demanda. O EP também alcançou o oitavo lugar na Gaon Album Chart e recebeu certificação de Platina na Coreia do Sul uma semana após seu lançamento. Ela promoveu o EP por meio da turnê Lips on Lips Mini Showcase Tour, que passou por oito cidades da América do Norte em março de 2019. Young venceu a categoria de Melhor Estreia Solo no iHeartRadio Music Awards de 2019, tornando-se a primeira artista coreana a vencer um prêmio da premiação.
Young lançou um novo single, "Magnetic Moon", em 2 de agosto, coincidindo com seu concerto Open Hearts Eve em Seul, realizado no dia seguinte, bem como outro show em Bangkok em 17 de agosto. Posteriormente, ela embarcou na Magnetic Moon Tour de outubro a novembro de 2019, passando por dezoito cidades na América do Norte.
Em 16 de fevereiro de 2021, Young foi escalada para o papel de Roxie Hart na produção sul-coreana do musical da Broadway Chicago. Para conquistar o papel, Young participou de uma audição aberta da qual apenas 22 atores foram selecionados entre mais de mil candidatos. Young afirmou que sonhava em ser atriz de musicais e que Roxie era um dos três papéis que ela mais desejava interpretar. Em 29 de junho de 2021, foi anunciado que Young faria sua estreia como atriz em um papel coadjuvante na série de televisão Reborn Rich, do canal JTBC.
Em dezembro de 2022, Young assinou um contrato exclusivo com a Sublime. Em fevereiro de 2023, ela realizou o fanmeeting Forever Wishing na Tailândia. Em 2024, estrou mundialmente na tela do Disney+ com o drama Tio Samsik. No mesmo ano, Tiffany voltou aos palcos com sua personagem Roxie Hart para a produção coreana do musical Chicago.

## Discografia
Extended play
- 2016: I Just Wanna Dance
- 2019: Lips on Lips

## Concertos
Veja também: Lista de turnês do Girls' Generation

### Turnês
- 2019: "Magnetic Moon Tour"

### Shows promocionais
- 2016: The Agit: Tiffany's Weekend
- 2018: "Lips on Lips"[44]
- 2019: "Open Hearts Eve"
- 2020: Open Hearts Eve Part Two
- 2025: Here for You

## Filmografia
Veja também: Filmografia do Girls' Generation

### Filmes
| Ano  | Título            | Papel     | Notas                         |
| ---- | ----------------- | --------- | ----------------------------- |
| 2012 | I AM.             | Ela mesma | Filme biográfico da SM Town   |
| 2014 | My Brilliant Life | Ela mesma | participação especial         |
| 2015 | SMTown The Stage  | Ela mesma | Filme documentário da SM Town |
| 2025 | NIKO              | Niko      | protagonista                  |

### Séries de Televisão
| Ano  | Título               | Rede de TV | Papel                                      | Ref.   |
| ---- | -------------------- | ---------- | ------------------------------------------ | ------ |
| 2008 | Unstoppable Marriage | KBS2       | Gangue das Sete Princesas de Bulgwang-dong |        |
| 2015 | The Producers        | KBS2       | Ela mesma                                  | [ 46 ] |
| 2022 | Reborn Rich          | JTBC       | Rachel                                     | [ 47 ] |
| 2024 | Tio Samsik           | Disney+    | Rachel Jung                                | [ 48 ] |

### Programas de Televisão
| Ano       | Título                      | Rede de TV | Papel                        | Notas             |
| --------- | --------------------------- | ---------- | ---------------------------- | ----------------- |
| 2007-2008 | Sonyeon Sonyeo Gayo Baekseo | Mnet       | Co-apresentadora             | com Kim Hye-seong |
| 2007-2008 | Champagne                   | KBS        | Co-apresentadora             |                   |
| 2008      | Kko Kko Tours Single♥Single | KBS2       | Elenco regular               | Temporada 1       |
| 2009-2013 | Show! Music Core            | MBC        | Apresentadora                | 5 temporadas      |
| 2013      | Fashion King Korea          | SBS        | Elenco regular / Concorrente | Terceiro lugar    |
| 2015      | Heart A Tag                 | Mnet       | Apresentadora                | com Lee Cheol-woo |
| 2016      | Sister's Slam Dunk          | KBS2       | Elenco regular               | Temporada 1       |
| 2019      | King of Mask Singer         | MBC        | Competidora                  | Temporada 5       |
| 2020      | The Dog I Encountered       | SBS        | Elenco regular               |                   |
| 2021      | Girls Planet 999            | Mnet       | Mentora                      | Temporada 1       |
| 2021      | Pet Vitamin                 | KBS2       | Co-apresentadora             | Temporada 2       |
| 2023      | Peak Time                   | JTBC       | Jurada                       | Temporada 1       |

### Teatro musical
| Ano       | Título  | Papel       | Ref.   |
| --------- | ------- | ----------- | ------ |
| 2011-2012 | Fame    | Carmen Diaz |        |
| 2021-2022 | Chicago | Roxie Hart  | [ 50 ] |
| 2024      | Chicago | Roxie Hart  | [ 51 ] |

## Prêmios e indicações
| Ano  | Prêmio                                   | Categoria                             | Trabalho nomeado     | Resultado | Ref    |
| ---- | ---------------------------------------- | ------------------------------------- | -------------------- | --------- | ------ |
| 2008 | Mnet 20's Choice Awards                  | Hot School Girl                       | Ela mesma            | Indicado  |        |
| 2009 | 11th Mnet Asian Music Awards             | Melhor OST                            | "By Myself"          | Indicado  |        |
| 2011 | MBC Entertainment Awards                 | Special Award: MC Division (com Yuri) | Show! Music Core     | Venceu    | [ 52 ] |
| 2016 | 18th Mnet Asian Music Awards             | Melhor Performance de Dança Solo      | "I Just Wanna Dance" | Indicado  |        |
| 2016 | 18th Mnet Asian Music Awards             | Música do Ano                         | "I Just Wanna Dance" | Indicado  |        |
| 2019 | iHeartRadio Music Awards                 | Melhor Revelação Solo                 | Ela mesma            | Venceu    | [ 53 ] |
| 2021 | Korea Arts and Culture Awards            | Musical                               | Chicago              | Venceu    | [ 54 ] |
| 2024 | Asia Contents Awards & Global OTT Awards | Melhor Atriz Revelação                | Tio Samsik           | Indicada  |        |
| 2024 | Blue Dragon Series Awards                | Melhor Atriz Coadjuvante              | Tio Samsik           | Indicada  |        |

### Programas musicais

#### The Show
| Ano  | Data       | Canção               |
| ---- | ---------- | -------------------- |
| 2016 | 17 de maio | "I Just Wanna Dance" |

#### Show Champion
| Ano  | Data       | Canção               |
| ---- | ---------- | -------------------- |
| 2016 | 18 de maio | "I Just Wanna Dance" |